# Vince Welnick
Vince Welnick (21 de fevereiro de 1951 - 2 de junho de 2006) foi um tecladista americano, mais conhecido por tocar com a banda The Tubes durante os anos 1970 e 1980 e com o Grateful Dead na década de 1990.
Welnick desempenhou um pequeno papel no filme de 1981, Ladies and Gentlemen, The Fabulous Stains. Welnick também apareceu em Xanadu, junto com a banda The Tubes.
Em 2 de junho de 2006, Vince Welnick cometeu suicídio cortando sua própria garganta, depois de combater o câncer, a enfisema e a depressão.